# Schömberg (Weida)
Schömberg – dzielnica miasta Weida w Niemczech, w kraju związkowym Turyngia, w powiecie Greiz. Do 30 grudnia 2013 samodzielna gmina wchodząca w skład wspólnoty administracyjnej Leubatal.